# Ceraclea slossonae
Ceraclea slossonae är en nattsländeart som först beskrevs av Banks 1938.  Ceraclea slossonae ingår i släktet Ceraclea och familjen långhornssländor. Inga underarter finns listade i Catalogue of Life.